# Professor @ Large
Albums de Large Professor
Main Source
(2008)
Professor @ Large est le sixième album studio de Large Professor, sorti le 26 juin 2012.

## Liste des titres
| No  | Titre                                                                | Contient un (des) sample(s) de                                                                      | Durée |
| --- | -------------------------------------------------------------------- | --------------------------------------------------------------------------------------------------- | ----- |
| 1.  | Key to the City                                                      | | 2:59  |
| 2.  | UNOWHTMSAYN                                                          | | 3:23  |
| 3.  | Straight From the Golden (featuring Busta Rhymes)                    | Night on Bald Mountain de Bob James                                                                 | 3:48  |
| 4.  | Focused Up (featuring Cormega et Tragedy Khadafi)                    | Can't Believe My Eyes de Focus                                                                      | 4:24  |
| 5.  | Happy Days R Here (featuring Lil' Fame)                              | Happy Days de The Illusion                                                                          | 2:44  |
| 6.  | Professor @ Large                                                    | | 2:06  |
| 7.  | Light Years                                                          | Never My Love de Tom Scott and The California Dreamers You Can't Turn Me Away de Sylvia Striplin    | 3:09  |
| 8.  | Barber Shop Chop (Instrolude)                                        | | 2:07  |
| 9.  | Live Again                                                           | | 3:49  |
| 10. | Mack Don Illz (featuring Mic Geronimo et Grand Daddy I.U.)           | You Can't Hide Love de Creative Source Feeling You, Feeling Me Too! de Gene Harris Daylight de RAMP | 3:40  |
| 11. | Sun, Star & Crescents (Instrolude)                                   | | 2:55  |
| 12. | Kick Da Habit                                                        | Just Like the First Time de Brenton Wood                                                            | 3:23  |
| 13. | LP Surprise                                                          | | 3:38  |
| 14. | Back in Time (Instrolude)                                            | E.V.A. de Jean-Jacques Perrey                                                                       | 3:18  |
| 15. | M.A.R.S. (featuring Cormega, Action Bronson, Roc Marciano et Saigon) | Pussyfooter de Jackie Robinson                                                                      | 4:02  |